# اليكسى سايل
اليكسى سايل ممثل افلام و ممثل تلفزيونى و فنان كوميدى و كاتب و سيناريست من المملكة المتحدة.

## حياته
اليكسى سايل من مواليد يوم 7 اغسطس سنة 1952 في ليفربول.

## الدراسة
درس في كلية تشيلسى للفنون.